# تشارلز فاولر غيلدرسليف
تشارلز فاولر غيلدرسليف هو محامي وسياسي كندي، ولد في 17 أكتوبر 1833، وتوفي في 18 يناير 1906.